# Темпеста, Никола
Никола Темпеста (итал. Nicola Tempesta; 1935, Неаполь — 20 февраля 2021, Неаполь) — итальянский дзюдоист, 10-кратный чемпион (1955-1965) и серебряный призёр (1955) чемпионатов Италии, чемпион (1957, 1961), серебряный (1959, 1960, 1962, 1963) и бронзовый (1954) призёр чемпионатов Европы, бронзовый призёр чемпионата Европы 1962 года в командном зачёте, участник летних Олимпийских игр 1964 года в Токио. Выступал в тяжёлой (свыше 80 кг) и абсолютной весовых категориях.
На Олимпиаде на групповой стадии итальянец победил тайваньца Хуана Юн Чуня, но проиграл южнокорейцу Киму Ён Далю и выбыл из борьбы за медали.